# Sötét múlt (film, 2022)
A Sötét múlt (eredeti cím: Blacklight) 2022-es akcióthriller Mark Williams rendezésében. A főszerepben Liam Neeson, Emmy Raver-Lampman, Taylor John Smith és Aidan Quinn látható.
Amerikában 2022. február 11-én mutatta be a Briarcliff Entertainment. A film kritikai és pénzügyi szempontból egyaránt megbukott.

## Cselekmény
Travis Block veterán katona és FBI ügynök szeretne visszavonulni az aktív szolgálattól, hogy családjával töltse az időt, de helyette új megbízatást kap: egy renegát FBI ügynököt kellene kézre kerítenie, akiről kiderül, hogy ismeri azt a civilek elleni összeesküvést, melyben Block felettese, Gabriel Robinson, az FBI igazgatója is érintett. Nemsokára Block számára is világos lesz, hogy az igazi fenyegetést ezúttal a sajátjai jelentik, ezért ha fontos neki önnön és szerettei épsége Robinsont kell ártalmatlanítania.

## Szereplők
| Szerep           | Színész             | Magyar hang        |
| ---------------- | ------------------- | ------------------ |
| Travis Block     | Liam Neeson         | Csernák János      |
| Mira Jones       | Emmy Raver-Lampman  | Nádasi Veronika    |
| Dusty Crane      | Taylor John Smith   | Joó Gábor          |
| Gabriel Robinson | Aidan Quinn         | Sztarenki Pál      |
| Amanda Block     | Claire van der Boom | Bozó Andrea        |
| Helen Davidson   | Yael Stone          | Kisfalvi Krisztina |
| Drew Hawthorne   | Tim Draxl           | Czvetkó Sándor     |
| Pearl            | Georgia Flood       | Mikecz Estilla     |
| Sarah            | Caroline Brazier    | Götz Anna          |
| Sofia Flores     | Melanie Jarnson     | Sallai Nóra        |
| Jordan Lockhart  | Andrew Shaw         | Zöld Csaba         |
| Wallace          | Zac Lemons          | Czető Roland       |
| Natalie Block    | Gabriella Sengos    | Bak Julianna       |

## Háttér
A forgatás 2020 novemberében kezdődött meg Melbourne-ben. 2021 januárjában bejelentették, hogy egy autós üldözéses jelenetet Canberrában vesznek fel.

## Megjelenés
A film az Egyesült Államokban 2022. február 11-én jelent meg az Open Road Films és a Briarcliff Entertainment gondozásában. 
Március 3.-án VOD (Video on Demand) formában is bemutatták.

## Fogadtatás
Joe Leydon, a Variety magazin kritikusa így írt a filmről: "Ha sokkal alacsonyabbak az elvárásaid és kellemes emlékeid vannak a hetvenes évek filmdrámáiról, ez a te filmed." Frank Scheck, a The Hollywood Reporter kritikusa szerint a Sötét múlt egy "sablonos akciófilm, amelyből hiányzik az érdekes cselekmény vagy az emlékezetes főszereplő".